# Arado L II
L'Arado L II fu un aereo da turismo sportivo, monomotore, biposto e monoplano ad ala alta a parasole sviluppato dall'azienda aeronautica tedesca Arado Flugzeugwerke GmbH nei tardi anni venti.
Una sua successiva versione, la L IIa, venne appositamente realizzata per partecipare al Challenge International de Tourisme 1930, competizione organizzata dalla Fédération Aéronautique Internationale (FAI) per velivoli da turismo con partenza da Berlino, Germania, presso l'aeroporto di Berlino-Tempelhof.

## Storia del progetto
La Arado dopo aver presentato un suo modello di aereo, l'Arado L I, all'edizione 1929 del Challenge International de Tourisme, ottenendone un buon successo e ritorno di immagine, decise di ripetere l'esperienza anche nell'edizione successiva, con la competizione spostata dalla Francia alla Germania.
Il progetto venne affidato nuovamente a Walter Rethel, l'allora direttore tecnico dell'ufficio di progettazione aziendale, che disegnò un nuovo modello riproponendo l'impostazione generale dell'L I, un monomotore in configurazione traente, con velatura monoplana e carrello d'atterraggio fisso, ma introducendo un cabina di pilotaggio chiusa a due posti affiancati al posto dei due abitacoli aperti e separati del precedente velivolo, e adottando una diversa motorizzazione, più potente, abbandonando il motore radiale per un 4 cilindri in linea rovesciato Argus As 8.

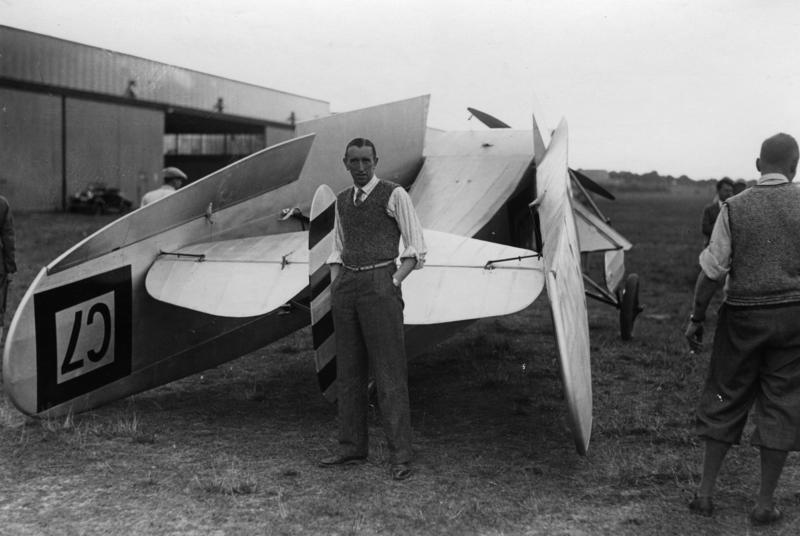
Theodor Osterkamp accanto a un Arado L IIa con le ali retratte, 1931.

La realizzazione del prototipo, Werk.Nr 57, avviata presso gli stabilimenti di Warnemünde, si concluse nel 1929 e il velivolo, soprannominato "Treff-Ass" (Asso di Fiori), venne portato in volo per la prima volta nel novembre di quello stesso anno, equipaggiato con un motore As 8a. Dopo la prima serie di prove in volo venne quindi immatricolato D-1771, e rimase in azienda dove venne utilizzato per giri turistici attorno all'abitato di Warnemünde.
Tuttavia le caratteristiche del prototipo non soddisfacevano interamente le esigenze di un suo utilizzo in una competizione aerea, per cui Rethel ne ricavò una versione leggermente modificata, indicata come L IIa, dove oltre al più potente Argus As 8R, sviluppato appositamente per le competizioni, interveniva anche sul carrello e sull'ala, introducendone una che potesse essere retratta all'indietro per favorirne il rimessaggio grazie all'adozione di apposite cerniere.

## Impiego operativo
Dei quattro L IIa prodotti, Werk.Nr dal 58 al 61, il primo, immatricolato D-1873, fu affidato alla sezione di Braunschweig del Deutsche Verkehrsfliegerschule che con il pilota Stutz rappresentò il DVL alla partenza di Berlino del Challenge International de Tourisme. Durante la gara l'equipaggio incorse in un incidente a Pau il 23 luglio 1930 distruggendo il velivolo. Gli altri tre esemplari, matricola D-1874, D-1875 e D-1876, gareggiarono per conto dell'Arado, affidati rispettivamente ai piloti von Dungern, Peschke e Pasewaldt.
I D-1875 e D-1876 vennero nuovamente utilizzati all'edizione 1931 del Deutschlandflug (Giro di Germania).

## Versioni
L II
prima versione realizzata, equipaggiata con un motore Argus As 8a.
L IIa
versione dalle prestazioni incrementate, dotata di diversa ala, apertura aumentata a 11,0 m e superficie a 17,0 m², ed equipaggiata con un motore Argus As 8R con riduttore.

### Riviste
- The Arado "Treff As" (PDF), in Flight, No. 1090 (No. 46, Vol. XXI), 15 novembre 1929.